# امه اومبرت

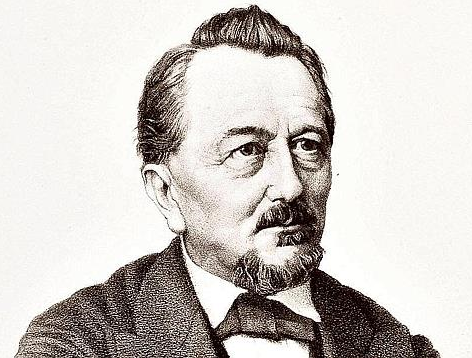

امه اومبرت (انگلیسی: Aimé Humbert) (۲۹ ژوئن ۱۸۱۹ – ۱۹ سپتامبر ۱۹۰۰) سیاستمدار اهل سوئیس، و مربی بود. وی رئیس شورای سوئیس در آمریکا (۱۸۵۶) بود. او در سال ۱۸۶۳ به ژاپن وارد شد.